# Otomaco (jezična porodica)
Otomacan (otomacoan), malena porodica indijanskih jezika i plemena iz Venezuele, koja svoje ime dobiva po jeziku i plemenu Otomaco, u literaturi poznatima zbog geofagije, koju su prakticirali zbog nedostatka soli, a nalazili su je u glini. Drugi član porodice su manje poznati Taparita Indijanci, koje ne smijemo pobrkati s Taparito Indijancima iz grupe Kariba.

## Jezici
Otomaco, taparita

## Vanjske poveznice
- The Otomacoan Subgroup
- Sub-familia Otomacoana